# Franklin (Indiana)
Pour les articles homonymes, voir Franklin.
La ville de Franklin est le siège du comté de Johnson, situé dans l’État de l’Indiana, aux États-Unis. Sa population s’élevait à 23 712 habitants lors du recensement de 2010, estimée à 24 867 habitants en 2016.

## Démographie
| Groupe                           | Franklin | Indiana | États-Unis |
| -------------------------------- | -------- | ------- | ---------- |
| Blancs                           | 95,0     | 84,3    | 72,4       |
| Métis                            | 1,6      | 2,0     | 2,9        |
| Afro-Américains                  | 1,4      | 9,1     | 12,6       |
| Autres                           | 1,0      | 2,7     | 6,4        |
| Asiatiques                       | 0,8      | 1,6     | 4,8        |
| Amérindiens                      | 0,3      | 0,3     | 0,9        |
| Total                            | 100      | 100     | 100        |
|                                  |          |         |            |
| Hispaniques et Latino-Américains | 2,5      | 6,0     | 16,7       |

Selon l'American Community Survey, pour la période 2011-2015, 95,53 % de la population âgée de plus de 5 ans déclare parler anglais à la maison, alors que 2,04 % déclare parler l'espagnol, 0,51 % le gujarati et 1,92 % une autre langue.

## Source
- (en) Cet article est partiellement ou en totalité issu de l’article de Wikipédia en anglais intitulé « Franklin, Indiana » (voir la liste des auteurs).

1. ↑  (en) « Franklin, IN Population - Census 2010 and 2000 », sur censusviewer.com.
2. ↑  (en) « Population of Indiana - Census 2010 and 2000 », sur censusviewer.com.
3. ↑  (en) « Language spoken at home by ability to speak English for the population 5 years and over », sur factfinder.census.gov.